# Зелёный Бор (Брестская область)
Зелёный Бор (бел. Зялёны Бор) — посёлок в Ивацевичском районе Брестской области Белоруссии. Входит в состав Стайковского сельсовета.

## География
Поселок находится в 2 километрах от железнодорожной станции Коссово Полесское, в 3 километрах от выезда на трассу М1 Брест-Москва, в 10 километрах от города Ивацевичи.

## Инфраструктура
В посёлке расположены детский сад и средняя школа. Имеются магазины, кафе «Лесная усадьба», сельская библиотека, клуб, фельдшерско-акушерский пункт.

## Достопримечательности
- Братская могила советских воинов[4]